# Adham Makhadmeh
Adham Mohammad Tumah Makhadmeh (arabisch أدهم محمد طعمة مخادمة; * 13. Februar 1987 in Irbid) ist ein jordanischer Fußballschiedsrichter.
Seit 2013 steht er auf der Liste der FIFA-Schiedsrichter (seit 2021 auch als Videoschiedsrichter) und leitet internationale Fußballpartien.
Am 18. November 2017 leitete Makhadmeh das Final-Hinspiel der AFC Champions League 2017 zwischen al-Hilal und Urawa Red Diamonds (1:1).
Bei der Asienmeisterschaft 2019 leitete Makhadmeh das Eröffnungsspiel.
Beim olympischen Fußballturnier 2020 in Tokio leitete Makhadmeh ein Spiel in der Gruppenphase.
Zudem war er bei der U-23-Asienmeisterschaft 2016 in Katar, bei der U-23-Asienmeisterschaft 2018 in China, bei der U-20-Weltmeisterschaft 2019 in Polen und bei der U-23-Asienmeisterschaft 2020 in Thailand im Einsatz.